# ماريا كلوتيلد أميرة سافوي

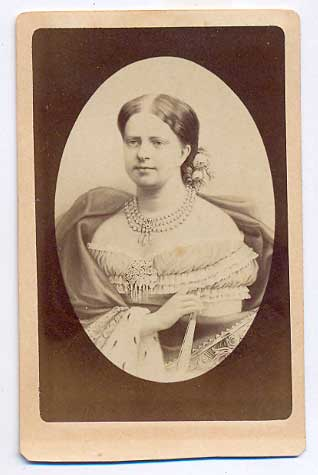
ماريا كلوتيلد أميرة سافوي

ماريا كلوتيلد أميرة سافوي (2 مارس 1843 - 25 يونيو 1911) كانت زوجة نابليون جوزيف تشارلز بول بونابارت.